# Blåtåtelsläktet
Blåtåtelsläktet (Molinia) är ett släkte i familjen gräs. Blåtåtelsläket finns i Eurasien, Afrika och  Nordamerika. Släktet innehåller två arter och har uppkallats efter Juan Ignacio Molina.

## Arter
Enligt Catalogue of Life innehåller släktet de två arterna blåtåtel (Molinia caerulea) och Molinia japonica.

## Bildgalleri

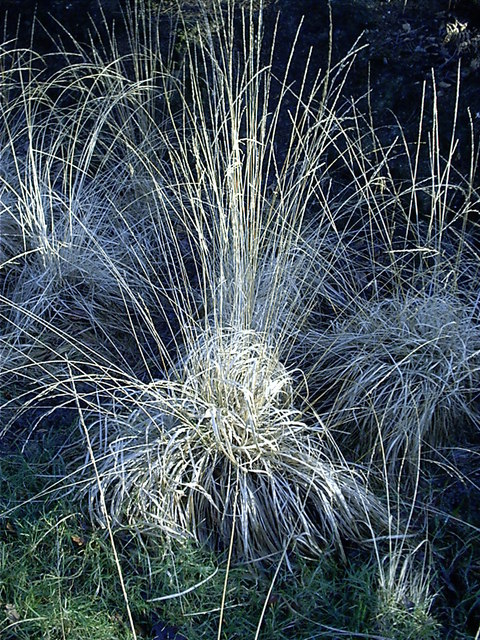
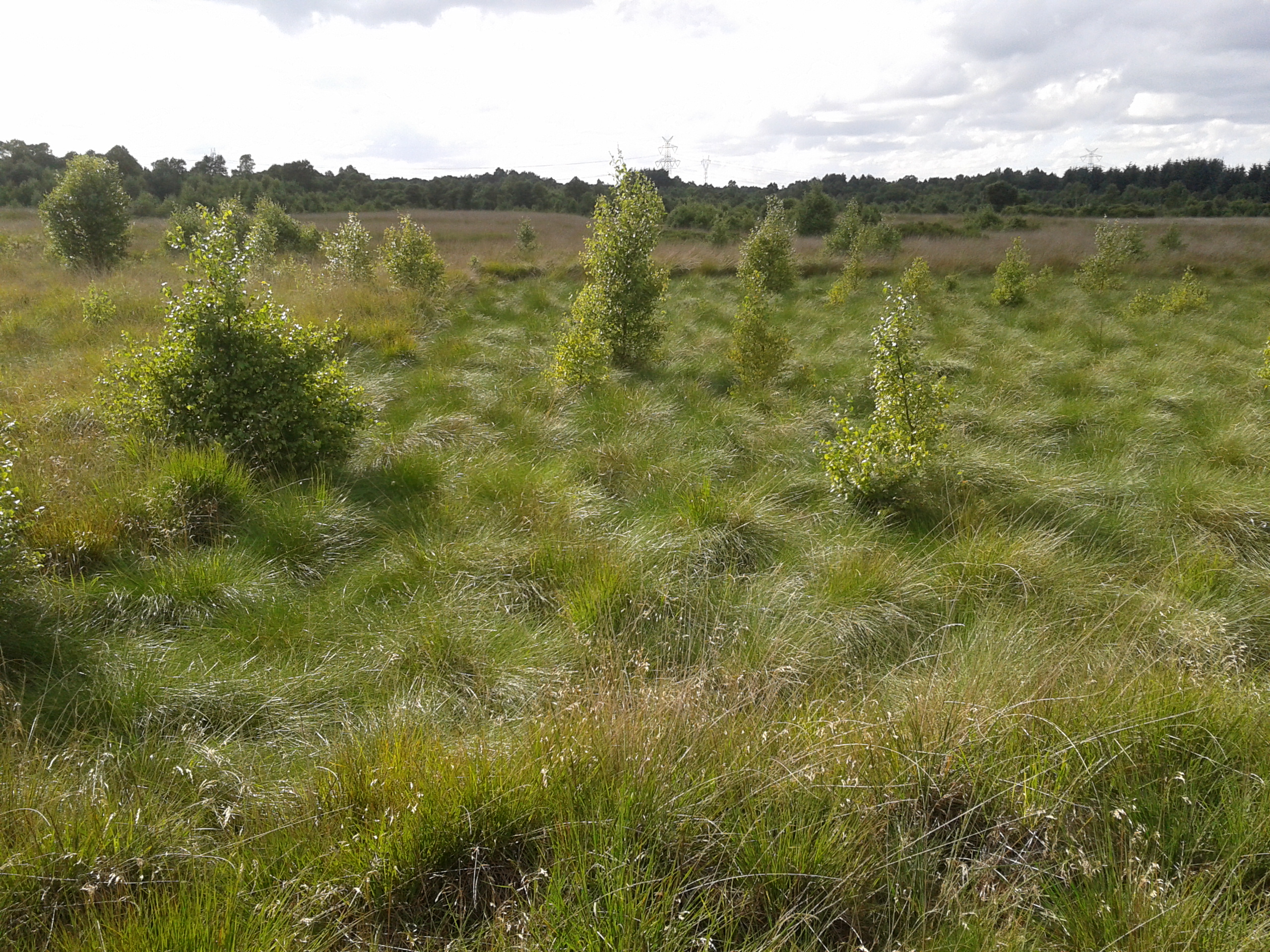
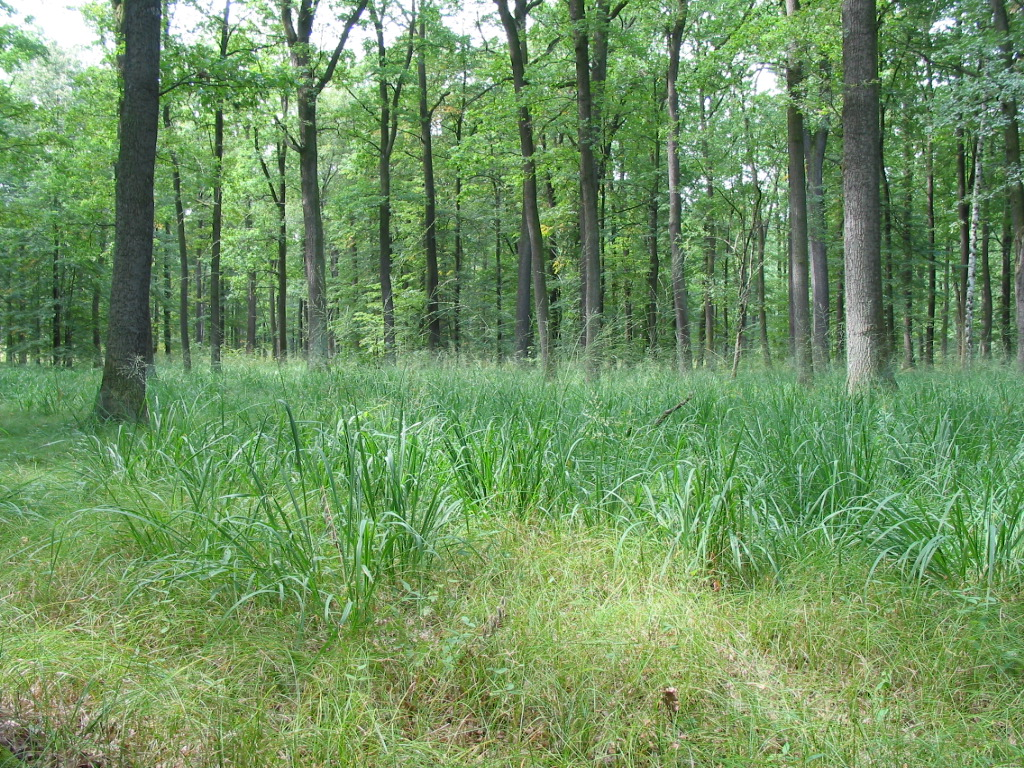